# South Carolina
South Carolina er en amerikansk delstat. Delstatens hovedstad og største by er Columbia. Delstaten har omkring 5.118.425(2020) indbyggere. 
South Carolina var en af de 13 oprindelige kolonier og blev optaget som USA's 8. delstat 23. maj 1788.
North Carolina og South Carolina omtales samlet som The Carolinas, og var indtil 1729 én sammenhængende koloni, Carolina. Carolina er navngivet efter Karl (Charles) I af England (latin: Carolus).

## Historie
Kolonien Carolina blev bosat af engelske nybyggere i 1670, som mestendels kom fra Barbados, og disse blev fulgt af huguenotter fra Frankrig. Carolinas jordejere var bevidste om truslen fra den spanske og franske tilstedeværelse mod syd, og handlede hurtigt for at tiltrække tilflyttere. Således var Carolina en af de første kolonier, der tillod religionsfrihed for at tiltrække bosætning af baptister, kvækere, huguenotter og presbytarianere. Jødisk tilflytning var især tilskyndet, eftersom jøder ansås som ansvarlige borgere. De jødiske immigranter flygtede fra den spanske inkvisition, som blev gennemført i de spanske kolonier i den Ny Verden. De fleste tilflyttere i koloniperioden var afrikanske slaver, som udgjorde flertallet af befolkningen i samme periode. Endvidere ankom tilflyttere fra Pennsylvania og Virginia ad vejen Great Wagon Road.
Mellem 1715 og 1717 fandt Yamaseekrigen sted mellem Carolina-provinsen og adskillige indianske stammer. Det var én af de blodigste indianerkrige, som i over et år truede South Carolinas eksistens alvorligt.
I 1719 blev South Carolina en kongelig koloni, og delstaten erklærede sin uafhængighed fra Storbritannien og indsatte egen regering den 15. marts 1776. Den 5. februar blev South Carolina den første delstat, der ratificerede USA's første grundlov. Den nuværende grundlov i USA blev fremlagt den 17. september 1787, og South Carolina var den 8. delstat, der ratificerede den.
Den amerikanske revolution var et chok for slaveriet i Syden. Det anslås, at 25.000 slaver (heraf 30% i South Carolina) flygtede, immigrerede eller døde under krigens uroligheder.
South Carolina var den 20. december 1860 den første delstat, der brød ud af Unionen. Den 12. april begyndte de konfødererede tropper at bombardere Fort Sumter, og den amerikanske borgerkrig var dermed startet. Charleston blev udsat for en effektiv blokade og Unionens flåde indtog Sea Islands, drev plantageejerne bort og startede her et eksperiment for tidligere slaver. Tropper fra South Carolina deltog i de konfødereredes militære aktiviteter, men ingen slag fandt sted i delstaten. 
General William Tecumseh Sherman marcherede gennem delstaten i 1865, ødelagde talrige plantager og indtog delstatens hovedstad, Columbia den 17. februar. Brande brød ud samme nat, og næste morgen var det meste af indre by ødelagt. Efter krigen blev South Carolina reintegreret i USA.
Delstaten bar præg af økonomiske og racemæssige stridigheder i 1890'erne. Med den nye grundlov fra 1895 blev næsten alle sorte og mange fattige hvide udelukket fra at kunne stemme på grund af krav om skattebidrag og læsefærdigheder. I 1896 var der kun 5.500 sorte vælgere, der var registreret som vælgere. Folketællingen i 1900 demonstrerede i hvilken grad, der var tale om udelukkelse: Afroamerikanere udgjorde mere end 58% af delstatens befolkning, og havde med et antal på 782.509 borgere nærmest ingen politisk repræsentation.
Tidligt i det 20. århundrede udvikledes i South Carolina en velkørende tekstilindustri, men nu til dags er antallet af jobs i tekstilsektoren faldet betydeligt. Delstaten har i nyere tid omstillet landbruget fra bomuld til mere indtægtsgivende afgrøder, tiltrukket militærbaser og skabt turistindustri. Senest har europæiske fremstillingsvirksomheder åbnet fabrikker i delstaten.

## Politik
Lederen af den udøvende magt er guvernøren, som vælges for en periode af fire år ad gangen, og som kan have posten i 2 perioder. Den nuværende guvernør er Republikaneren Henry McMaster, som blev valgt i 2016.
South Carolinas parlament består af 2 kamre, Repræsentanternes Hus og Senatet. De 124 medlemmer af Huset sidder i en periode på 2 år, mens de 46 senatorer er valgt for en periode af 4 år.
På det føderale niveau har South Carolina som de fleste sydstater stemt på Demokraterne i det 19. århundrede og første halvdel af det 20. århundrede. Republikanerne kom på banen fra og med præsidentvalget i 1960, da Richard Nixon tabte delstaten til John F. Kennedy, men med kun 2 procentpoint. I 1964 blev Barry Goldwater den første Republikaner, der vandt delstaten siden genopbygningstiden efter den amerikanske borgerkrig. Siden da har South Carolina stemt for præsidentkandidater fra det Republikanske Parti, med undtagelse af præsidentvalget i 1976, hvor et flertal af vælgerne støttede den Demokratiske kandidat fra nabostaten Georgia, Jimmy Carter. Ved præsidentvalget i 2008 vandt John McCain delstatens 8 valgmænd med 54% af stemmerne over Barack Obama..

## Geografi
South Carolina grænser mod nord til North Carolina, mod syd og vest til Georgia på den anden side af Savannah River og mod øst til Atlanterhavet.
Den lavestliggende del af delstaten er kystzonen, også kaldet Lowcountry. Området er næsten helt fladt og består bl.a. af sumpe, saltmarsk og æstuarier. Det er også her, de naturlige havne i byerne Georgetown og Charleston ligger.
Det bakkede område længere inde i landet, Piedmont, rummer mange af de større byer. Jorden består af tynd lerjord og blev før dyrket, men uden megen succes. I dag er området igen skovklædt.
Området længst inde i delstaten er Blue Ridge, et bjergområde langs Blue Ridge Mountains. Det højeste punkt i South Carolina, 1.085 m.o.h., ligger her. 

### Klima
South Carolina har et fugtigt subtropisk klima, selv om højtbeliggende områders klima har en mindre subtropisk karakteristik end klimaet ved kysten. Om sommeren er vejret i South Carolina varmt og fugtigt med højeste temperaturer om dagen mellem 30-40 °C i det meste af delstaten og laveste temperaturer om natten mellem 26-27 °C ved kysten og ca. 25 °C længere inde i landet. Temperaturerne om vinteren varierer mere. Kystområderne har meget milde vintre med højeste temperaturer på gennemsnitligt 16 °C og laveste temperaturer om natten på mellem 5-8 °C. Længere inde i landet er den laveste temperatur i januar omkring 2 °C i Columbia og lige under frysepunktet i de højereliggende områder. Der er rigelig nedbør hele året i næsten hele delstaten. Kystområderne er vådest om sommeren, og inde i landet er det marts, der er den vådeste måned. Snefaldet i South Carolina er ikke overvældende, og langs kysten falder der gennemsnitligt mindre end 2,5 cm sne om året. Længere inde i landet er snefaldet større, men ingen steder i delstaten falder der mere end 15 cm sne om året.
Staten udsættes hyppigt for tropiske cykloner, og orkansæsonen løber fra juni til november. 

### Større amter
De mest folkerige amter i South Carolina er:  
| Amt         | Hovedby     | Befolkning i 2007 | Anslået bef. i 2010 |
| ----------- | ----------- | ----------------- | ------------------- |
| Greenville  | Greenville  | 428.243           | 431.630             |
| Richland    | Columbia    | 357.734           | 354.380             |
| Charleston  | Charleston  | 342.973           | 339.140             |
| Spartanburg | Spartanburg | 275.534           | 300.500             |
| Horry       | Conway      | 249.925           | 251.390             |
| Lexington   | Lexington   | 243.270           | 254.920             |
| York        | York        | 208.827           | 233.568             |

### Større byer
| - Columbia - 124.000 - Charleston - 115.000 - North Charleston - 91.000 - North Charleston - 91.000 - Rock Hill - 64.000 - Mount Pleasant - 64.000 - Greenville - 58.000 - Summerville - 45.000 - Sumter - 39.000 - Goose Creek - 38.000 | - Spartanburg - 37.000 - Hilton Head Island - 33.000 - Florence, South Carolina - 31.000 - Myrtle Beach - 29.000 - Aiken - 29.000 - Anderson, South Carolina - 26.000 - James Island - 26.000 - Greer - 23.000 - Greenwood - 21.000 - Easley - 20.000 |

### Nationalparker
Der er én nationalpark i delstaten:
- Congaree National Park

## Økonomi
Ifølge U.S. Bureau of Economic Analysis var South Carolinas bruttodelstatsprodukt 136 mia. USD i 2004. I 2000 var den gennemsnitlige personlige indkomst 24.000 USD om året, hvilket var 81% af det nationale gennemsnit.
De vigtigste landbrugsprodukter i delstaten er tobak, fjerkræ, kvæg, mælkeprodukter, sojabønner og svin. Industriprodukter omfatter bl.a. tekstiler, kemiske produkter, papirvarer, maskiner, biler og turisme.
Delstatens momssats er 6% for ikke-dagligdagsvarer og der er ingen moms på dagligdagsvarer. Amterne kan vælge at pålægge en yderligere moms på 2%.

## Demografi
Ifølge U.S. Census Bureau havde South Carolina i 2006 et anslået befolkningstal på 4.321.249, hvilket var en stigning på 7.7% siden 2000. Ved befolkningstællingen i 2000 var South Carolina nr. 21 i befolkningstæthed blandt USA's delstater, med 133 personer per kvadratmil.
Ifølge University of South Carolina's Arnold School of Public Health, Consortium for Latino Immigration Studies, voksede andelen af South Carolinas befolkning, født i udlandet, hurtigere end nogen anden delstat i perioden 2000-2005. Det rapporteres, at antallet af personer med latinamerikansk baggrund er undervurderet med måske helt op til 400.000 mennesker.
De fem største ophavsgrupper i South Carolina er afroamerikanere (29.5%), amerikanere (13.9%), engelsk-amerikanere (8.4%), tysk-amerikanere (8.4%) og irsk-amerikanere (7.9%).
Tidlige udgjorde afrikanske slaver og personer, der nedstammede herfra, et flertal af delstatens befolkning, men der blev et hvidt flertal i begyndelsen af det 20. århundrede, da titusinder af sorte flyttede nordpå i forbindelse med flugten fra Sydstaterne. Størstedelen af den afroamerikanske befolkning bor i områder, hvor bomulds-, ris- og indigo-plantager engang dominerede landskabet.
6,6% af South Carolinas befolkning er under 5 år, 25,2% er under 18 og 12,1% er 65 år eller ældre. Kvinder udgjorde ca. 51,4% af befolkningen i 2000.

### Religion
Som de fleste andre sydstater har South Carolina et flertal af protestanter, og en procentandel af befolkningen, som er ikke-religiøse, der er lavere end det nationale gennemsnit. De religiøse tilhørsforhold blandt indbyggerne i South Carolina er:
- Kristne: 92%
  - Protestanter: 84%
    - Baptisme: 45%
    - Metodister: 15%
    - Presbyterianere: 5%
    - Andre protestanter: 19%

  - Katolikker: 7%
  - Andre kristne: 1%
- Andre religioner: 1%
- Ikke-religiøse: 7%

Sefardiske jøder har boet i delstaten i mere end 300 år  , især i og omkring Charleston . Indtil ca. 1830 havde South Carolina den største befolkningsgruppe af jøder i Nordamerika. Mange af South Carolinas jøder er nu assimileret i det kristne samfund, og jøder udgør nu kun mindre end 1% af befolkningen. Katolicisme er i vækst grundet tilflytning fra de nordlige stater.

## Ekstern henvisning
- Wikimedia Commons har flere filer relateret til South Carolina
- Delstaten South Carolinas officielle hjemmeside (engelsk)

34°N 81°V / 34°N 81°V